# Ibajay
Ibajay (officiellement municipalité d'Ibajay : en aklanon Banwa it Ibajay ; en hiligaïnon Banwa sang Ibajay ; en tagalog : Bayan ng Ibajay) est une municipalité de troisième classe de la province d’Aklan, aux Philippines.
Lors du recensement de 2020, sa population s'élève à 52 364 habitants.

## Géographie
Ibajay est l'une des dix-sept municipalités de la province d'Aklan, sur l'île de Panay, dans la région des Visayas occidentales au centre des Philippines. C'est une municipalité côtière, située à la pointe nord de l'île, en bordure de la Mer de Sibuyan, à 34 kilomètres de Kalibo, chef-lieu de la province.
D'une superficie totale de 158,90 kilomètres carrés, Ibajay est divisée administrativement en 35 barangays (districts) :
- Agbago
- Agdugayan
- Antipolo
- Aparicio
- Aquino
- Aslum
- Bagacay
- Batuan
- Buenavista
- Bugtongbato
- Cabugao
- Capilijan
- Colongcolong
- Laguinbanua
- Mabusao
- Malindog
- Maloco
- Mina-a
- Monlaque
- Naile
- Naisud
- Naligusan
- Ondoy
- Poblacion
- Polo
- Regador
- Rivera
- Rizal
- San Isidro
- San Jose
- Santa Cruz
- Tagbaya
- Tul-ang
- Unat
- Yawan

## Lieux remarquables
Dans deux des barangays, Bugtongbato et Naisud, situés en bordure de la mer de Sibuyan, un parc éco-touristique a été développé, mettant en valeur les mangroves, écosystème de marais maritime.